# Extended Capabilities Port
Extended Capabilities Port (ECP) ist ein Modus der parallelen Schnittstelle eines Computers. ECP wurde von Hewlett-Packard und Microsoft entwickelt um die Kommunikation mit Druckern und Scannern zu verbessern. ECP stellt eine Weiterentwicklung von  SPP und EPP dar und wird wie diese über eine Centronics-Schnittstelle gemäß IEEE 1284 angeschlossen.
Der ausschlaggebende Vorteil von ECP ist, dass die Daten komprimiert versendet werden. Die maximale Kompressionsrate der Lauflängencodierung ist 64:1, im Durchschnitt typischerweise 4:1. Sie ist effizient in den Schnittstellenbausteinen der Hardware implementiert und besonders effektiv, wenn rohe Bilddaten übertragen werden.
Darüber hinaus wird ein 16 kB großer FIFO-Puffer eingesetzt, was folgende Vorteile hat:
- Die effektive Bandbreite der Übertragung wird erhöht, da mehrere Datenworte empfangen und zwischengespeichert werden können.
- Es wird einem Datenverlust vorgebeugt, falls die CPU gerade beschäftigt ist und anliegende Daten nicht sofort auslesen kann.
- Weniger Interrupts entlasten die CPU.